# Группа четырёх (музыка)
Группа четырёх (исп. Grupo de los cuatro) — название, принятое в 1935 году группой из четырёх молодых мексиканских композиторов, которые организовались вместе с целью распространения новой музыки, и особенно своей собственной.

## История
Карлос Чавес, сменивший Антонио Кастро Леаля на посту директора Мексиканской национальной консерватории музыки в 1928 году, приступил к пересмотру учебной программы, чтобы усилить акцент на написании музыки во многих стилях. В 1931 году он получил одобрение Секретариата народного образования на открытие курса свободной композиции (сначала под названием «Класс музыкального творчества», позже переименован в «Мастерскую композиции»). Первыми студентами, зачисленными в этот класс, были несколько пожилых мужчин, такие как Винсенте Мендоса, Канделарио Уизар и Сильвестр Ревуэльтас, а также три молодых студента в возрасте до двадцати лет, Даниэль Айала, Сальвадор Контрерас и Хосе Пабло Монкайо. На следующий год к ним присоединился ещё один ученик их возрастной группы, Блас Галиндо.
В начале 1933 года Чавес отказался от руководства консерваторией, чтобы занять должность начальника отдела изящных искусств, которую он занимал всего год, после чего возобновил руководство консерваторией в мае 1934 года. Однако он оставался там только до декабря того же года, после смены режима, когда президентом стал Ласаро Карденас. Почти сразу после ухода Чавеса курс композиции был отменен, что побудило Айалу, Контрераса, Галиндо и Монкайо продемонстрировать обоснованность преподаваемого курса, представив программу своих собственных композиций. С этой целью они организовали в 1935 году (по инициативе Контрераса) «Группу молодых композиторов» и дали свой первый концерт 25 ноября 1935 года, под этим названием. Среди исполненных произведений были две работы Контрераса (Соната для скрипки и виолончели и Данца для фортепиано) и две работы Монкайо (Сонатина для фортепиано и Аматцинака, для флейты и струнного квартета). В газетном обзоре этого концерта, опубликованном два дня спустя, они назывались «Группа четырёх», намеренно ссылаясь на русскую «Могучую пятерку» («Русская пятерка») и французскую «Шестёрку». Данное прессой название им понравилось, и было решено его оставить. 26 марта 1936 года в Театре Востока прошел их второй концерт, где они выступили как «Группа четырёх». Их следующее выступление было 17 июня 1936 года, за которым последовал их второй «официальный» концерт 15 октября 1936 года. Он включал Квартет для четырёх виолончелей Галиндо и два произведения Монкайо: Сонатина для скрипки и фортепиано и Романса для фортепианного трио.

## Состав
- Даниэль Айала[англ.]
- Сальвадор Контрерас[англ.]
- Хосе Пабло Монкайо[англ.]
- Блас Галиндо[англ.]